# Gaetano Butera
Gaetano Butera (Riesi, 11 settembre 1924 – Roma, 24 marzo 1944) è stato un decoratore, militare e partigiano italiano, uno dei sedici siciliani vittime dell'eccidio delle Fosse Ardeatine, medaglia d'oro al valor militare alla memoria.

## Biografia
Fin da giovanissimo aveva iniziato a svolgere l'attività di artigiano decoratore; nel 1936 si trasferì a Roma con tutta la famiglia nel quartiere il Quadraro di Roma. Chiamato alle armi, prestò servizio a Roma presso il 4º Reggimento carri. Quando la capitale fu occupata dai tedeschi, si arruolò volontario nell'organizzazione dei partigiani denominata Bande armate del Lazio. Fatto prigioniero dalle SS, fu condotto presso il carcere di via Tasso e torturato per giorni, fino al 24 marzo 1944, quando venne ucciso nell'eccidio delle Fosse Ardeatine. Nella stessa cella di Gaetano Butera era presente il parroco Don Pietro Pappagallo con cui condivise un tozzo di pane.
Dopo la Guerra di liberazione italiana, fu decorato con la medaglia d'oro al valor militare alla memoria.
Alla memoria di Gaetano Butera è stato intitolato il 9º Battaglione corazzato "M.O. Butera", attivo tra il 1975 e il 1995, erede delle tradizioni del 3º Reggimento fanteria corazzato.
Alla sua memoria è stato inoltre dedicato il giuramento dell'11 scaglione 1996 dell'85º Reggimento Verona il 30 Novembre 1996 sotto la guida del Comandante Col. Antonio Duc nella caserma G. Duca di Montorio Veronese.
Nel 2015 è nata la sezione ANPI Riesi, Gaetano Butera; e il 16 settembre 2016 il Comune di Riesi ha intitolato il Centro Polivalente comunale al partigiano riesino. Nella città di Roma è presente una lapide in suo ricordo in Via dei Lentulli n 14.